# Gaietà de Thiene
Gaetano di Thiene (Vicenza, Vèneto, octubre de 1480 - Nàpols, Campània, 7 d'agost de 1547) fou un prevere italià, fundador, amb el papa Pau IV, de l'Orde de Clergues Regulars o Teatins. És venerat com a sant per l'Església catòlica.

## Biografia
Gaietà era el tercer fill del comte Gasparo Thiene, de la rica família de Vicenza dels comtes de Thiene, i de la comtessa Maria da Porto, del Tercer Orde de Sant Domènec. No hi ha certesa sobre la dats de naixement. El nom se li va posar en record d'un oncle seu, canonge i professor a la Universitat de Pàdua, que havia nascut a Gaeta—d'aquí "gaetano".
En 1504 es doctorà a Pàdua en dret civil i canònic (In utroque iure) i va ser cridat a Roma com a secretari particular del papa Juli II el 1506. Li fou conferit el títol de Protonotari apostòlic supranumerari (amb la funció de preparar els actes més importants de la Cúria Romana).
Va ser ordenat sacerdot el 30 de setembre de 1516 i digué la seva primera missa el 6 de gener de 1517 a la Basílica de Santa Maria la Major de Roma. Va començar a prestar servei a l'hospital de San Giacomo degli Incurabili (Sant Jaume dels Incurables) i entrà a la Companyia de l'Oratori de l'Amor Diví, associació de laics i sacerdots nascuda a l'inici del segle xvi.
Entre 1520 i 1523 anà a Venècia, on va fundar l'Hospital dels Incurables de la Giudecca. De retorn a Roma, va obtenir de Climent VIII el permís per a fundar, juntament amb el bisbe de Chieti Gian Pietro Carafa (futur Pau IV), un orde de clergues regulars (anomenats Teatins pel nom llatí de Chieti), amb l'objectiu de restaurar al si del clergat la regla primitiva de vida apostòlica. Els estatuts de l'orde van ser aprovats per Climent VII el 14 de setembre de 1524.
Per difonder l'orde va viatjar a Venècia i Nàpols, on morí. A Nàpols, per tal de protegir els pobres dels usurers, va promoure una nova institució, el Monte di Pietà (Mont de Pietat), el 1539, que esdevindrà amb el temps el Banc de Nàpols.
Va morir el 7 d'agost de 1547 i va ser sebollit a la Basílica de Sant Pau la Major (San Paolo Maggiore) de Nàpols.

Pintura de Tiepolo, ca. 1720 (Rio de Janeiro, Museu Nacional de Belas Artes)
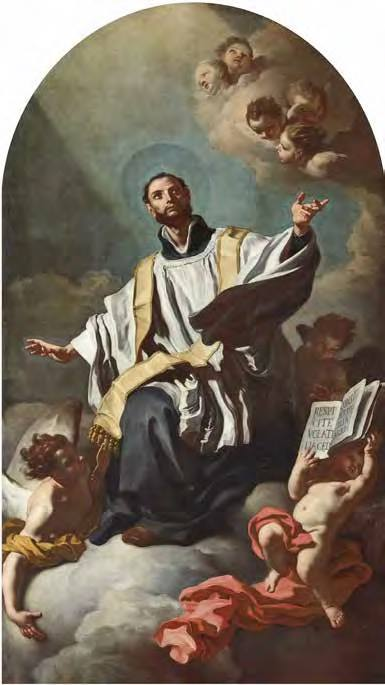
Sant Gaietà, oli de Francesco Solimena
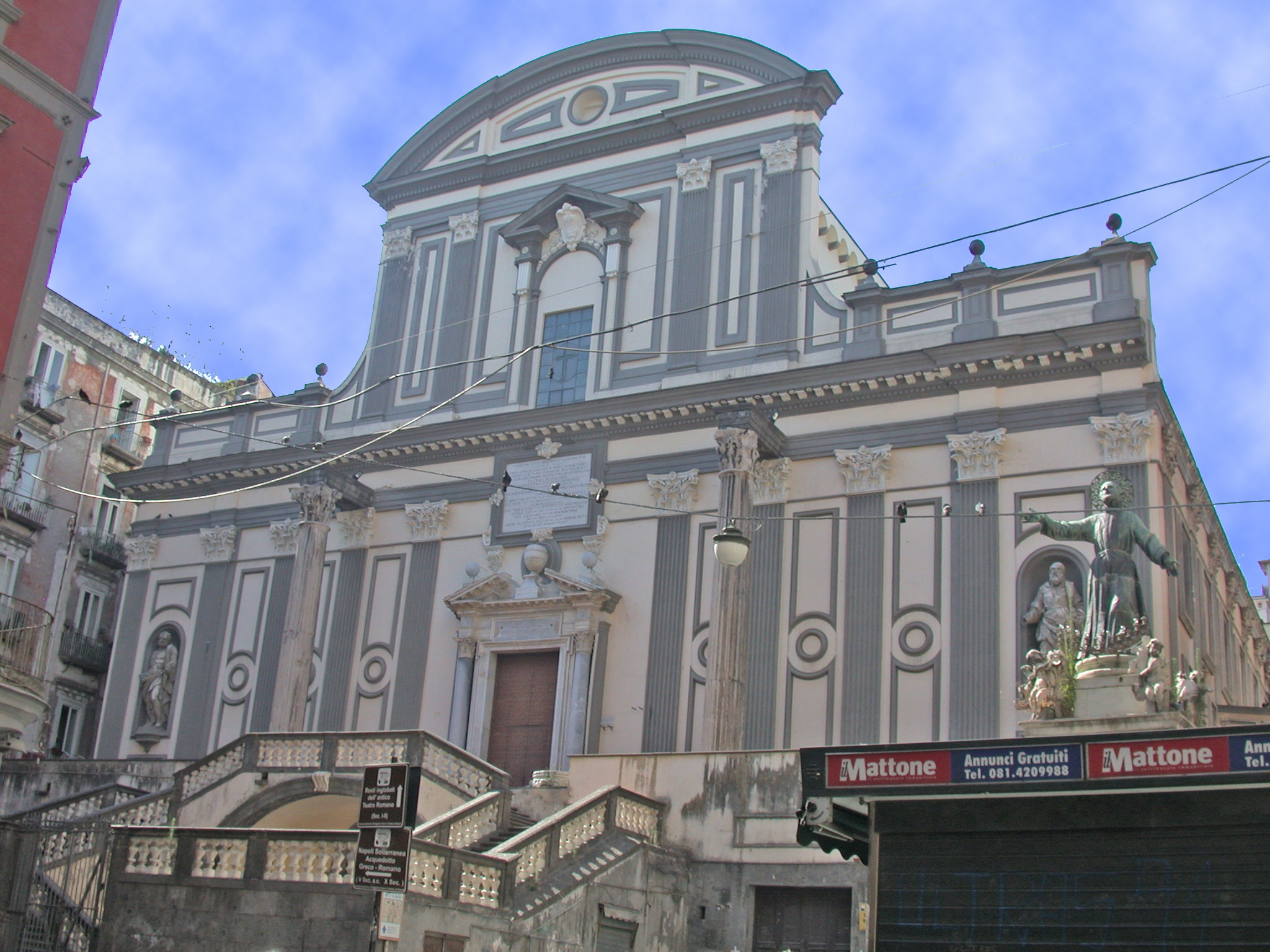
S. Paolo Maggiore de Nàpols
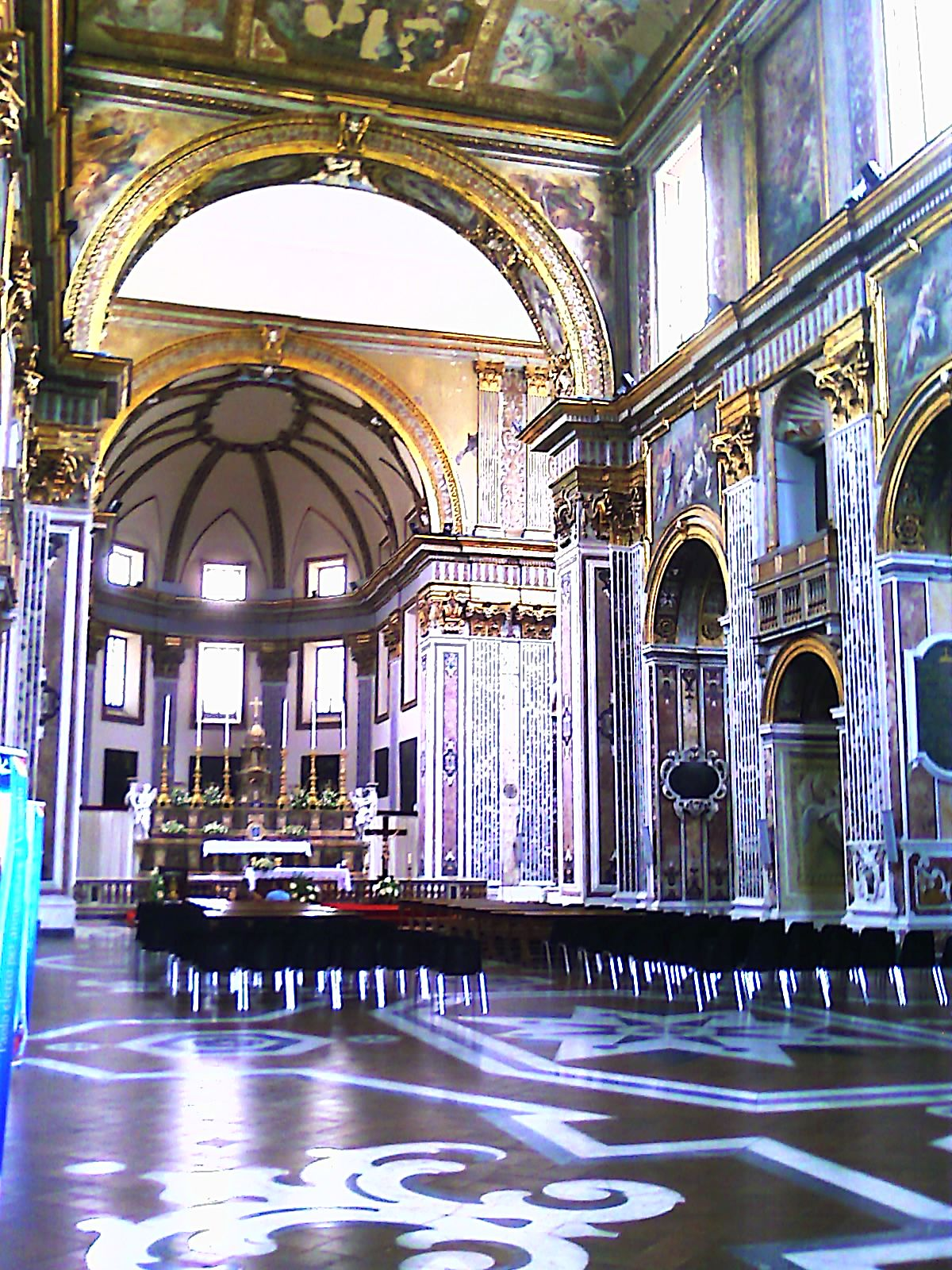
Nau de S. Paolo Maggiore, lloc d'enterrament del sant

## Veneració
Fou beatificat per Urbà VIII el 8 d'octubre de 1629 i canonitzat el 12 d'abril de 1671 per Climent X, en una cerimònia conjunta con van ser canonitzats els sants: Rosa de Lima, Lluís Bertran, Francesc de Borja i Felip Benizi. La seva festivitat és l'aniversari de la seva mort, el 7 d'agost.
Amb el títol de Vida y muerte de san Cayetano l'any 1655 sis dramaturgs (Diamante, Villaviciosa, Avellaneda, Matos, Arce i Moreto) van escriure i estrenar a Madrid una comèdia sobre la vida de Gaietà, que contribuí a difondre i afegir noves perspectives a llur biografia i iconografia.
A més dels teatins, també és titular d'altres congregacions fundades als segles XIX i XX: les Pobres Filles de Sant Gaietà, les Germanes de la Providència de Sant Gaietà de Thiene i la Pia Societat de Sant Gaietà.

## Iconografia
Habitualment és representat amb l'hàbit talar, agenollat davant la Mare de Déu que li lliura el Nen Jesús. L'escena es basa en un episodi narrat pel mateix sant en una carta, on diu que quan va celebrar la seva primera missa, se li aparegué la Mare de Déu i li va desar als braços el nen.